# Rinse Zijlstra
Rinse Zijlstra (Oosterbierum, 19 april 1927 – Beetsterzwaag, 26 september 2017) was een Nederlands politicus. Hij was lid van de Tweede Kamer en Eerste Kamer en burgemeester van Smallingerland. Zijlstra was lid van de ARP en later het CDA.

## Loopbaan
Tot 1949 volgde Rinse Zijlstra zijn opleiding aan de Rijks Hogere Burgerschool te Harlingen. Daarna studeerde hij van 1949 tot 1954 en van 1956 tot 1958 economie aan de Vrije Universiteit Amsterdam.
Van 1963 tot 1966 was hij lid van het Centraal Comité van de ARP. Van 23 februari 1967 tot 10 mei 1971 was hij Tweede Kamerlid namens deze partij ARP. Hij was woordvoerder van de ARP-fractie op het gebied van landbouw, economische zaken en ontwikkelingssamenwerking. Van 23 juni 1973 tot 1977 was hij vicevoorzitter van de ARP; van 1974 tot 1975 bekleedde hij deze functie binnen het CDA.
Van 1 september 1975 tot 1 september 1981 was hij burgemeester van de gemeente Smallingerland.
Op 12 april 1983 kwam hij in de Eerste Kamer voor het CDA. Daar was daar buitenlandwoordvoerder en later ook vier jaar ondervoorzitter van de Eerste Kamer. Op 13 juni 1995 beëindigde hij zijn carrière als senaatslid.
Zijlstra had buiten zijn politieke activiteiten ook diverse functies in bedrijfsleven, landbouw en sport. Zo was hij voorzitter van de CBTB (1963-1975), voorzitter van de FNZ (Nederlandse zuivelbedrijven) en van de KNSB (1989-1992). Hiernaast was hij commissaris bij o.a. Nationale Nederlanden, de Grontmij, Royal Sluis, Rockwool, van Wijnen en was hij voorzitter van de raad van toezicht van de Rabobank.

## Privéleven
Rinse Zijlstra was een broer van minister-president Jelle Zijlstra.
Hij werd op 28 augustus 1968 benoemd tot officier in de Orde van Oranje-Nassau, op 26 augustus 1975 werd hij ridder in de Orde van de Nederlandse Leeuw en op 6 juni 1995 commandeur in de Orde van Oranje-Nassau.
Rinse Zijlstra woonde van 1987 tot 1995 in Garderen en ging toen wonen in Beetsterzwaag waar hij overleed in 2017 op 90-jarige leeftijd.
- Parlement.com: vg09lldosxzf